# Liste der Stolpersteine in Sonsbeck
Die Liste der Stolpersteine in Sonsbeck enthält die Stolpersteine, die im Rahmen des gleichnamigen Kunstprojekts von Gunter Demnig in Sonsbeck im nordrhein-westfälischen Regierungsbezirk Düsseldorf verlegt wurden. Auf der Oberseite der Betonquader mit zehn Zentimeter Kantenlänge ist eine Messingtafel verankert, die Auskunft über Namen, Geburtsjahr und Schicksal der Personen gibt, derer gedacht werden soll. Mit ihnen soll Opfern des Nationalsozialismus gedacht werden.

## Verlegte Stolpersteine
In Sonsbeck wurden 19 Stolpersteine an einer Stelle verlegt.
| Stolperstein | Inschrift | Verlegeort                | Name, Leben                         |
| ------------ | --- | ------------------------- | ----------------------------------- |
|              | HUBERTINE COOPMANNS JG. 1897 EINGEWIESEN 1925 KLOSTER ST. BERNARDIN 'VERLEGT' 24.7.1941 BEDBURG-HAU SCHICKSAL UNBEKANNT                                         | St.-Bernardin-Straße 65 · | Hubertin e Coopmanns (1897–1941/45) |
|              | GERTRUD DEDERICHS JG. 1926 EINGEWIESEN 2.5.1936 KLOSTER ST. BERNARDIN 'VERLEGT' 24.7.1941 BEDBURG-HAU ERMORDET 28.4.1942                                        | St.-Bernardin-Straße 65 · | Gertrud Dederichs (1926–1942)       |
|              | ANNELiESE DERGUE JG. 1926 EINGEWIESEN 1932 KLOSTER ST. BERNARDIN 24.7.1941 BEDBURG-HAU 'VERLEGT' 28.4.1943 HEILANSTALT ALTSCHERBITZ ERMORDET 2.9.1943           | St.-Bernardin-Straße 65 · | Anneliese Dergue (1926–1943)        |
|              | CÄCiLiE DERKSEN JG. 1928 EINGEWIESEN 1932 KLOSTER ST. BERNARDIN 24.7.1941 BEDBURG-HAU 'VERLEGT' 28.4.1943 HEILANSTALT ALTSCHERBITZ ERMORDET 25.8.1943           | St.-Bernardin-Straße 65 · | Cäcilie Derksen (1928–1943)         |
|              | CHRISTINA HÄSCHLER JG. 1914 EINGEWIESEN 1928 KLOSTER ST. BERNARDIN 24.7.1941 BEDBURG-HAU 'VERLEGT' 28.4.1943 HEILANSTALT ALTSCHERBITZ ERMORDET 10.9.1943        | St.-Bernardin-Straße 65 · | Christina Häschler (1914–1943)      |
|              | KATHARINA HILGER JG. 1918 EINGEWIESEN 1927 KLOSTER ST. BERNARDIN 24.7.1941 BEDBURG-HAU 1943 HEILANSTALT ALTSCHERBITZ 'VERLEGT' 19.4.1944 SCHICKSAL UNBEKANNT    | St.-Bernardin-Straße 65 · | Katharina Hilger (1918–1944/45)     |
|              | GERTRUD KORFMACHER JG. 1905 EINGEWIESEN 1921 KLOSTER ST. BERNARDIN 24.7.1941 BEDBURG-HAU 1943 HEILANSTALT ALTSCHERBITZ 'VERLEGT' 17.4.1944 SCHICKSAL UNBEKANNT  | St.-Bernardin-Straße 65 · | Gertrud Korfmacher (1905–1944/45)   |
|              | KATHARINA KÜPPERS JG. 1921 EINGEWIESEN 1926 KLOSTER ST. BERNARDIN 24.7.1941 BEDBURG-HAU 'VERLEGT' 29.7.1943 HEILANSTALT ALTSCHERBITZ ERMORDET 6.3.1944          | St.-Bernardin-Straße 65 · | Katharina Küppers (1921–1944)       |
|              | GERTRUD KÜSTERS JG. 1927 EINGEWIESEN 11.9.1933 KLOSTER ST. BERNARDIN 'VERLEGT' 24.7.1941 BEDBURG-HAU ERMORDET 29.5.1942                                         | St.-Bernardin-Straße 65 · | Gertrud Küsters (1921–1944)         |
|              | ANNA RINSCH JG. 1928 EINGEWIESEN 1931 KLOSTER ST. BERNARDIN 24.7.1941 BEDBURG-HAU 'VERLEGT' 28.4.1943 HEILANSTALT ALTSCHERBITZ ERMORDET 21.1.1944               | St.-Bernardin-Straße 65 · | Anna Rinsch (1928–1944)             |
|              | ANNA RÜTTEN JG. 1918 EINGEWIESEN 1926 KLOSTER ST. BERNARDIN 'VERLEGT' 24.7.1941 BEDBURG-HAU ERMORDET 14.10.1942                                                 | St.-Bernardin-Straße 65 · | Anna Rütten (1918–1942)             |
|              | WALTRAUD RÜTTER JG. 1928 EINGEWIESEN 22.11.1935 KLOSTER ST. BERNARDIN 'VERLEGT' 24.7.1941 BEDBURG-HAU ERMORDET 12.8.1942                                        | St.-Bernardin-Straße 65 · | Waltraud Rütter (1928–1942)         |
|              | CHRISTINA SCHEERES JG. 1924 EINGEWIESEN 1927 KLOSTER ST. BERNARDIN 'VERLEGT' 24.7.1941 BEDBURG-HAU ERMORDET 1.5.1942                                            | St.-Bernardin-Straße 65 · | Christina Scheeres (1924–1942)      |
|              | ELISABETH SCHNEIDER JG. 1911 EINGEWIESEN 1921 KLOSTER ST. BERNARDIN 24.7.1941 BEDBURG-HAU 1943 HEILANSTALT ALTSCHERBITZ 'VERLEGT' 22.4.1944 SCHICKSAL UNBEKANNT | St.-Bernardin-Straße 65 · | Elisabeth Schneider (1911–1944/45)  |
|              | HENRIETTA SCHNEIDER JG. 1899 EINGEWIESEN 1912 KLOSTER ST. BERNARDIN 'VERLEGT' 24.7.1941 BEDBURG-HAU ERMORDET 9.4.1943                                           | St.-Bernardin-Straße 65 · | Henrietta Schneider (1899–1943)     |
|              | MARIANNE SCHÜTT JG. 1928 EINGEWIESEN 1932 KLOSTER ST. BERNARDIN 24.7.1941 BEDBURG-HAU 'VERLEGT' 28.4.1944 HEILANSTALT ALTSCHERBITZ ERMORDET 10.1.1944           | St.-Bernardin-Straße 65 · | Marianne Schütt (1928–1944)         |
|              | HERMINE VERFÜRTH JG. 1923 EINGEWIESEN 11.12.1933 KLOSTER ST. BERNARDIN 'VERLEGT' 24.7.1941 BEDBURG-HAU ERMORDET 7.5.1942                                        | St.-Bernardin-Straße 65 · | Hermine Verfürth (1923–1942)        |
|              | ELISABETH VOIGT JG. 1905 EINGEWIESEN 1917 KLOSTER ST. BERNARDIN 'VERLEGT' 24.7.1941 BEDBURG-HAU ERMORDET 8.8.1942                                               | St.-Bernardin-Straße 65 · | Elisabeth Voigt (1905–1942)         |
|              | ELFRIEDE ZÜNDORF JG. 1928 EINGEWIESEN 1932 KLOSTER ST. BERNARDIN 'VERLEGT' 24.7.1941 BEDBURG-HAU ERMORDET 20.5.1942                                             | St.-Bernardin-Straße 65 · | Elfriede Zündorf (1928–1942)        |

## Verlegedatum
- 9. November 2014[19]